# Nuoto ai XVII Giochi del Mediterraneo - 800 metri stile libero femminili
Le gare di nuoto nella categoria 800 metri stile libero femminili si sono tenute il 23 giugno 2013 al Yeni Olimpik Yüzme Havuzu di Mersin.

## Calendario
Fuso orario EET (UTC+3).
| Data      | Ora   | Turno    |
| --------- | ----- | -------- |
| 23 giugno | 10:40 | Batterie |
| 23 giugno | 19:30 | Finale   |

## Risultati
Non sono previste batterie eliminatorie. Sono iscritti 10 nuotatori articolati in 2 finali. La classifica finale, con la relativa assegnazione delle medaglie, si stila sulla base dei migliori tempi.

### Finale 2
| Pos. | Nome         | Nazione | Tempo   | Corsia | Note |
| ---- | ------------ | ------- | ------- | ------ | ---- |
| 1    | Merve Eroglu | Turchia | 9'06"30 | 4      |      |
| 2    | Reem Kassem  | Egitto  | 9'10"72 | 5      |      |
| 3    | Zeynep Balto | Turchia | 9'20"27 | 3      |      |

### Finale 1
| Pos. | Atleta            | Nazionalità | Tempo   | Corsia |
| ---- | ----------------- | ----------- | ------- | ------ |
|      | Martina De Memme  | Italia      | 8'33"17 | 4      |
|      | Aurora Ponselé    | Italia      | 8'40"70 | 5      |
|      | Claudia Dasca     | Spagna      | 8'45"41 | 6      |
| 4    | Spela Bohinc      | Slovenia    | 8'46"57 | 1      |
| 5    | Marianna Lymperta | Grecia      | 8'48"21 | 8      |
| 6    | María Vilas Vidal | Spagna      | 8'52"05 | 2      |
| 7    | Morgane Rothon    | Francia     | 8'53"19 | 7      |